# إدارة التأهيل بكاليفورنيا
إدارة التأهيل بكاليفورنيا (بالإنجليزية: California Department of Rehabilitation) هي إدارة حكومية تابعة لولاية كاليفورنيا، تتولى تقديم خدمات التأهيل المهني والدعوة لحقوق الأشخاص ذوي الإعاقة. وتقدم خدماتها من أكثر من 100 موقع داخل كاليفورنيا، بهدف دعم التوظيف، والاستقلالية، والمساواة للأفراد ذوي الإعاقة. وقد تأسست الإدارة في 1 أكتوبر 1963.

## نظرة عامة
تساعد الإدارة سكان كاليفورنيا من ذوي الإعاقة الشديدة المؤهلين للحصول على فرص عمل، والحفاظ على وظائفهم، وتحقيق أقصى قدر ممكن من الاستقلال في المجتمع.
بلغت الميزانية السنوية للسنة المالية 2012/2013 نحو 418.6 مليون دولار، مع 1,823 وظيفة مصرح بها على مستوى الولاية، ويُقدَّر عدد المستفيدين سنويًا بنحو 145,000 شخص. تتلقى الإدارة تمويلًا وإشرافًا من إدارة خدمات التأهيل، التابعة لمكتب التعليم الخاص وخدمات التأهيل بوزارة التعليم الأمريكية.

## التاريخ
طورت حكومة كاليفورنيا تاريخيًا عدة وكالات وخدمات لدعم وتأهيل الأشخاص ذوي الإعاقات الجسدية والعقلية والبصرية والسمعية. وقد أنشأ قانون التأهيل الفيدرالي مكتب التأهيل المهني ضمن وزارة التعليم في كاليفورنيا منذ عام 1921. وكانت وزارة التعليم تدير «إدارة المدارس والخدمات الخاصة»، التي تأسست عام 1946، وشملت خدمات مثل مدرسة كاليفورنيا للمكفوفين، ومراكز تدريب البالغين المكفوفين، ومكتب التأهيل المهني، ومدارس الأطفال المصابين بالشلل الدماغي.
كما أنشئت وزارة الرعاية الاجتماعية عام 1942، وكانت تشرف على مكتب دعم المكفوفين المعوزين. وفي عام 1963، صدر تشريع دمج هذه الخدمات المتفرقة في إدارة واحدة هي إدارة التأهيل.
في عام 1961، أسس الحاكم إدمن جي. "بات" براون وكالة الصحة والرعاية ضمن خطة إعادة تنظيم الحكومة في الولاية. وكان الهدف من الخطة تقليل النفقات وتحسين الكفاءة، من خلال إنشاء ثمان وكالات رئيسية ضمن السلطة التنفيذية (القانون رقم 2038 لعام 1961). وتضمنت الوكالة في بداياتها وزارات: الرعاية الاجتماعية، والصحة العقلية، والصحة العامة.
وفي عام 1963، أُضيفت إدارة التأهيل إلى أقسام وكالة الصحة والرعاية (القانون رقم 1747 لسنة 1963).

## قائمة المديرين
شهدت إدارة التأهيل خلال خمسين عامًا تسعة مديرين.

### وارن طومسون (1963–1966)
- أطلق النشرة الإخبارية «استعراض التأهيل» لعرض أنشطة الإدارة.
- أهل الإدارة للحصول على تمويل اتحادي إضافي.
- نسّق التعاون مع إدارات الولاية الأخرى المعنية بذوي الإعاقة.

## جدول المدراء حسب الترتيب الزمني
| الرقم | الاسم              | سنوات الخدمة | الحاكم الذي عيّنه                  | أبرز الإنجازات                                      |
| ----- | ------------------ | ------------ | --------------------------------- | --------------------------------------------------- |
| 1     | روبرت إي. هوارد    | 1967 – 1972  | رونالد ريغان                      | برنامج توظيف للإعاقات الشديدة – إعادة تنظيم الإدارة |
| 2     | آلان سي. نيلسون    | 1972 – 1975  | رونالد ريغان                      | أول خطة تشغيلية – قسم حواجز الحركة – تعيين د. فاش   |
| 3     | إدوارد في. روبرتس  | 1975 – 1982  | إدموند ج. براون الابن             | دعم مراكز المعيشة المستقلة – حقوق المستهلكين        |
| 4     | د. سيسي فونتانوزا  | 1983 – 1990  | جورج ديوكمجيان                    | توسيع الخدمات – جوائز ومؤتمرات سنوية                |
| 5     | بيل تاينتر         | 1991 – 1993  | بيت ويلسون                        | تعزيز تمثيل ذوي الإعاقة – تطبيق قانون ADA           |
| 6     | بريندا بريمو       | 1994 – 1998  | بيت ويلسون                        | نظام CATS – الاختيار الواعي – تحديث مركز المكفوفين  |
| 7     | د. كاثرين كامبيسي  | 1999 – 2006  | بيت ويلسون                        | زيادة دخول المستفيدين – تطوير مراكز التوظيف         |
| 8     | أنتوني "توني" ساور | 2007 – 2014  | أرنولد شوارزنيغر، ثم إدموند براون | استخدام أموال التحفيز – نموذج جديد للخدمات          |

## الأقسام الرئيسية في وزارة إعادة التأهيل
تتكون وزارة إعادة التأهيل في كاليفورنيا من عدة أقسام متخصصة، تعمل جميعها على توفير خدمات شاملة ومتكاملة للأشخاص ذوي الإعاقة في مختلف أنحاء الولاية. وهي كما يلي:
- مكتب المدير (Office of the Director): يتولى الإدارة العليا وتنسيق السياسات العامة والإشراف على أداء جميع الأقسام.
- قسم الخدمات الإدارية (Administrative Services Division): مسؤول عن الموارد البشرية، والميزانية، والشؤون المالية، والتقنية.
- قسم الخدمات المتخصصة (Specialized Services Division): يقدم خدمات موجهة لاحتياجات فئات معينة، ويشمل:
  - Business Enterprises Program – برنامج المشاريع التجارية: يدعم تدريب وتوظيف المكفوفين في تشغيل الأعمال الصغيرة (مثل المقاصف والأكشاك).
  - خدمات Blind and Visually Impaired – المكفوفين وضعاف البصر: توفر التدريب، والأجهزة المساعدة، والتأهيل المهني لهذه الفئة.
  - خدمات Deaf and Hard of Hearing – الصم وضعاف السمع: تشمل الترجمة بلغة الإشارة، وخدمات الاتصالات، والتدريب الوظيفي.
- قسم السياسات والموارد لإعادة التأهيل المهني (Vocational Rehabilitation Policy and Resources Division): يضع السياسات والإجراءات ويوفر الدعم الفني وتوزيع الموارد.
- قسم التوظيف المهني (Vocational Rehabilitation Employment Division): يُعد أكبر وحدات الوزارة، ويقدم خدمات مباشرة للأشخاص الباحثين عن العمل، من خلال مكاتب محلية في أنحاء الولاية.
- قسم الوصول المجتمعي (Community Access Division): يعمل على ضمان وصول الأفراد ذوي الإعاقة إلى الموارد المجتمعية، والدعم المستمر، وبرامج المعيشة المستقلة.

## برنامج إعادة التأهيل المهني
تدير الوزارة أكبر برنامج إعادة تأهيل مهني (VR) في الولايات المتحدة.
يتم تقديم خدمات التوظيف سنويًا لحوالي 115,000 شخص من ذوي الإعاقات الجسدية والعقلية البالغة، بهدف مساعدتهم في الاستعداد للحصول على وظائف تنافسية والاحتفاظ بها في بيئات عمل مندمجة.
يوجد أكثر من 1,300 موظف تأهيل مهني موزعين على أكثر من 85 مكتبًا في مختلف أنحاء ولاية كاليفورنيا.

### الخدمات الرئيسية المقدمة
- تقييم احتياجات المستفيد
- الإرشاد والتوجيه المهني
- شراء خدمات إعادة التأهيل الفردية
- المساعدة في التوظيف

### الجهات المسؤولة
- قسم توظيف التأهيل المهني (VRED)
- قسم الخدمات المتخصصة(SSD) – تشمل خدمات المكفوفين والصم

### الخدمات تشمل أيضاً
- تقييم مهني وخطة مهنية
- مهارات البحث عن عمل والمقابلات
- التعليم والتدريب
- التقنيات المساعدة

## روابط خارجية
- موقع وزارة إعادة التأهيل الرسمي
- وزارة إعادة التأهيل في قوانين كاليفورنيا